# Kinding
Kinding è un comune-mercato di 2 499 abitanti, situato nel Land tedesco della Baviera.

## Geografia fisica
Il suo territorio è bagnato dal fiume Altmühl.